# Альбестроф
Альбестроф (фр. Albestroff) — коммуна на северо-востоке Франции в регионе Гранд-Эст (бывший Эльзас — Шампань — Арденны — Лотарингия), департамент Мозель, округ Сарбур — Шато-Сален, кантон Сольнуа. До марта 2015 года коммуна являлась административным центром одноимённого упразднённого кантона.

## Географическое положение
Альбестроф расположен в 55 км к юго-востоку от Меца и находится между Мецем, Нанси и Страсбургом. Граничит с коммунами: Ренен на севере, Энсмен на северо-востоке, Живрикур и Мюнстер на юго-востоке, Торшвиль на юге, Мондидье на западе.
Площадь коммуны — 19,3 км², население — 650 человек (2006) с тенденцией к стабилизации: 633 человека (2014), плотность населения — 32,8 чел/км². Ранее входила в состав Лотарингии.

## Топонимика
Название коммуны происходит от лотаринского Alstroff, означающее «Лотарингия».

## История
- Бывшее местопребывание епископа Меца с фортифицированным замком, впервые упоминается в 1225 году. Замок подвергался неоднократным осадам в 1255, 1393, 1457, 1632, 1635, 1637 и 1639 годах, разрушен во время Тридцатилетней войны.
- До 1870 года Альбестроф был частью французского департамента Мёрт, но после аннексии этой части Лотарингии Германской империей, как и другие коммуны этого региона, отошёл к Германии, в которой находился с 1871 по 1918 годы.
- Во время Второй мировой войны коммуна была вновь аннексирована Германией и освобождена лишь 17 ноября 1944 года.
- В 1973 году к Альбестрофу были присоединены соседние Живрикур, Мюнстер, Торшвиль, Энсмен и Ренен, стоящие на реке Альбе. Мюнстер вновь отделился в 1983 году, Энсмен — в следующем году, а остальные коммуны — в 1998.
- Ранее коммуна входила в состав Лотарингии.

## Население
Согласно переписи 2007 года в коммуне проживало 648 человек. Численность населения коммуны в 2008 году составляла 653 человека, в 2011 году — 638 человек, в 2013 году — 633 человека, а в 2014-м — 633 человека.
| 1962 | 1968 | 1975 | 1982 | 1990 | 1999 | 2006 | 2011 | 2014 |
| ---- | ---- | ---- | ---- | ---- | ---- | ---- | ---- | ---- |
| 400  | 449  | 1716 | 1825 | 1022 | 639  | 650  | 638  | 633  |

Динамика населения:

## Экономика
В 2010 году из 437 человек трудоспособного возраста (от 15 до 64 лет) 309 были экономически активными, 128 — неактивными (показатель активности 70,7 %, в 1999 году — 69,7 %). Из 309 активных трудоспособных жителей работали 277 человек (180 мужчин и 97 женщин), 32 числились безработными (15 мужчин и 17 женщин). Среди 128 трудоспособных неактивных граждан 20 были учениками либо студентами, 54 — пенсионерами, а ещё 54 — были неактивны в силу других причин.

## Достопримечательности (фотогалерея)
- Руины замка епископа Меца XIII века.
- Церковь Сент-Адельф д’Альбестроф, XVIII века.
- Часовня святой Анны, неоготика, 1856 год.

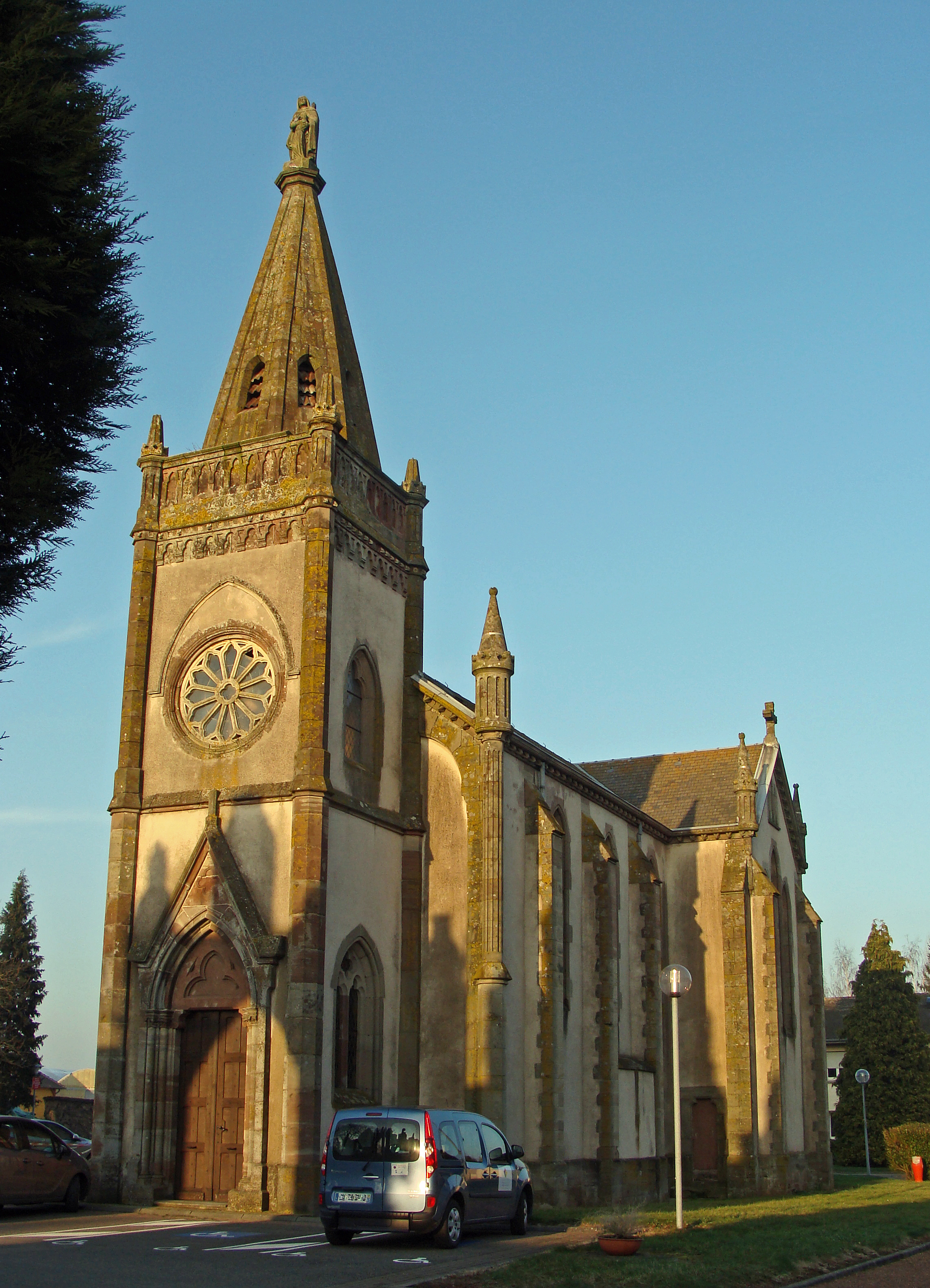
Церковь Святой Анны
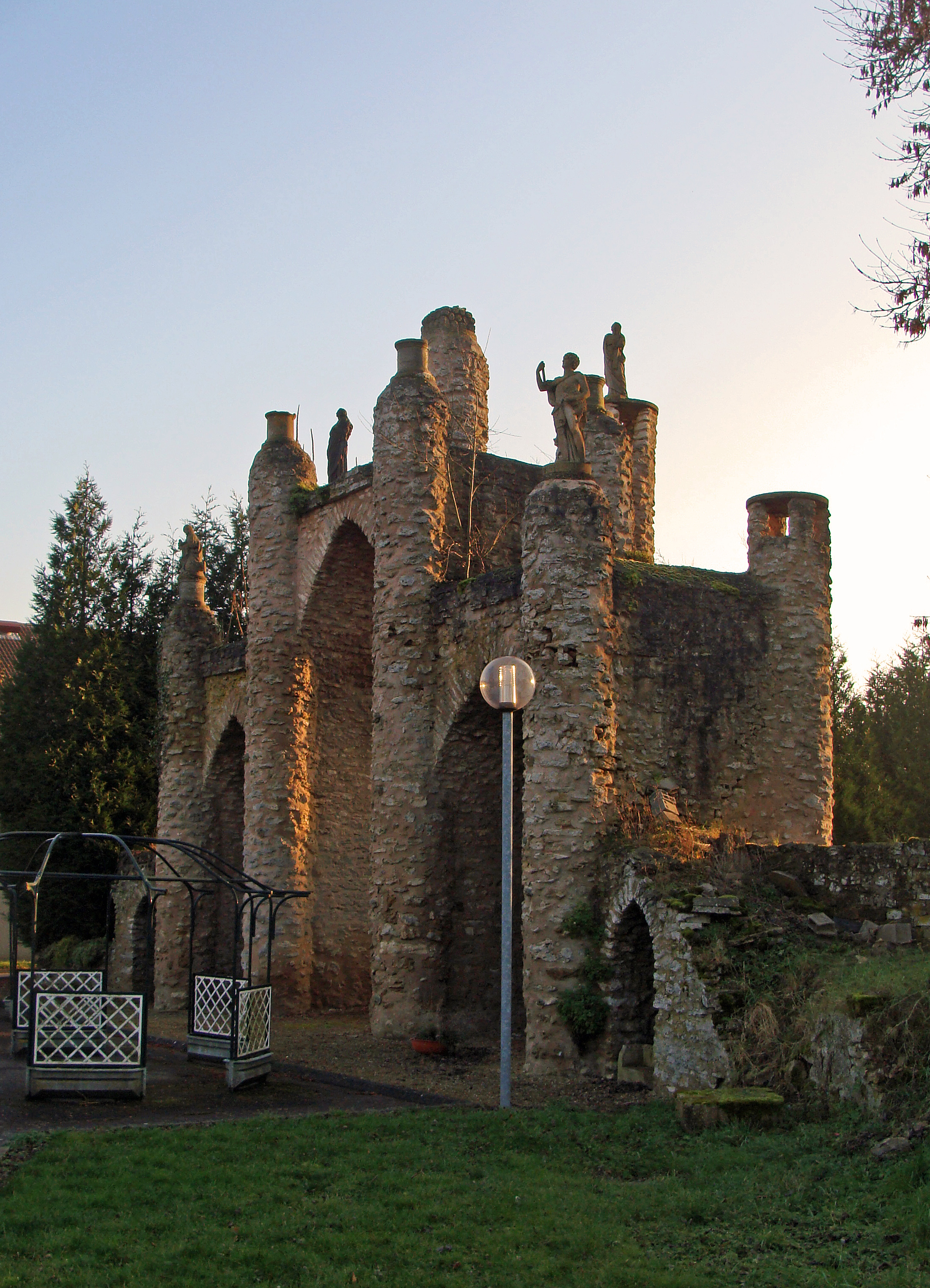
Портик с видом на церковь Святой Анны
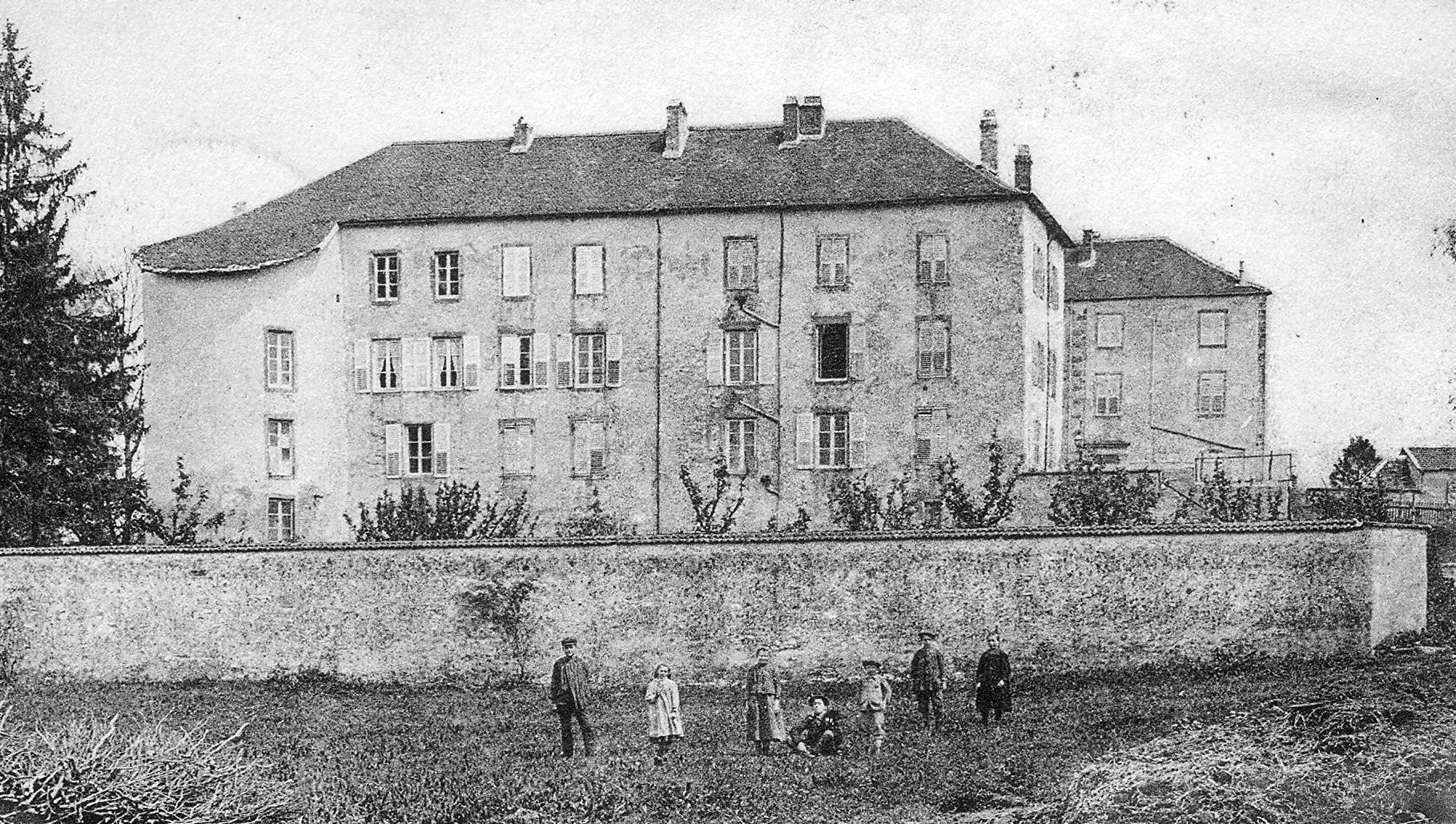
Шато (фото 1902)